# 55-й стрілецький корпус (СРСР)
55-й стрілецький корпус (рос. 55-й стрелковый корпус, 55-й ск) — оперативно-тактичне військове об'єднання, стрілецький корпус Червоної армії, який існував з перервами в період з серпня 1939 до травня 1945 року.

## Історія об'єднання

### 1-ше формування
У серпні 1939 року почалося формування управління корпусу та корпусних частин у Харківському військовому окрузі. У червні — липні 1940 року корпус брав участь у вторгненні Червоної армії до Бессарабії. З військ ОдВО, поповнених за рахунок з'єднань та частин КОВО, ХВО і ПвКВО, була розгорнута 9-та армія (штаб в Гроссулово — нині Велика Михайлівка) у складі 7-го, 35-го, 37-го, 55-го стрілецьких і 5-го кавалерійського корпусів. 10 липня 1940 року управління 9-ї армії розформовано й відповідно управління корпусу передало свої дивізії управлінню 14-го стрілецького корпусу і вибуло м. Тирасполь, де розпочалося формування управління корпусу та корпусних частин 2-го механізованого корпусу.

### 2-ге формування

#### Німецько-радянська війна
Вдруге 55-й стрілецький корпус сформований у березні 1941 року у Вінниці. На початок німецько-радянської війни корпус (130-та, 169-та та 189-та стрілецька дивізії, 268-й окремий батальйон зв'язку, 254-й окремий саперний батальйон, 207-й і 437-й корпусні артилерійські полки, 4-та протитанкова бригада РГК) був у складі військ Одеського військового округу. Вже після початку операції «Барбаросса», Південний фронт у складі 9-ї і 18-ї армій, 9-го Особливого, 55-го і 7-го стрілецьких корпусів та частин фронтового підпорядкування був остаточно розгорнутий у визначеній фронтовій зоні відповідальності.
Після поразки в операції «Мюнхен» війська Південного фронту відступили на рубіж старого радянсько-румунського кордону поздовж Дністра, де перейшли до оборони. 18-та армія (18-й механізований корпус, 17-й і 55-й стрілецькі корпуси) генерал-лейтенанта Смирнова А. К. відійшли на рубежі Гайсин — Ладижин — Тростянець — Ободівка — Чечельник — Ольгопіль і зайняли Могилів-Подільський УР.

## Командування

### 1-ше формування
- комдив Кірюхін М. І. (серпень 1939 — 10 липня 1940)

### 2-ге формування
- генерал-майор Коротеєв К. А. (березень — 22 вересня 1941)

### 3-тє формування
- генерал-лейтенант Новосельський Ю. В. (14 червня 1943 — 8 червня 1945)

## Склад

### 1-ше формування
| 17 жовтня 1939 | 20 червня 1940 |
| -------------- | -------------- |
| 147-ма сд      | —              |
| —              | 25-та сд       |
| —              | 74-та сд       |
| —              | 116-та сд      |

### 2-ге формування:[1]
| 22.06.1941 | 01.07.1941 | 10.07.1941 | 01.08.1941 |
| ---------- | ---------- | ---------- | ---------- |
| 130-та сд  |            |            |            |
| 169-та сд  |            |            |            |
| 189-та сд  | —          | —          | —          |

### 3-тє формування:[2]
| 01.07.1943 | 01.09.1943  | 01.10.1943 | 01.11.1943 | 01.01.1944 | 01.04.1944 | 01.05.1944  | 01.06.1944 | 01.11.1944 | 01.03.1945 | 01.04.1945 | 01.05.1945 |
| ---------- | ----------- | ---------- | ---------- | ---------- | ---------- | ----------- | ---------- | ---------- | ---------- | ---------- | ---------- |
| —          | —           | —          | —          | —          | —          | 33-тя гв.сд | —          | —          | —          | —          | —          |
| —          | 86-та гв.сд | —          | —          | —          | —          | —           | —          | —          | —          | —          | —          |
| —          | —           | 24-та сд   | —          | —          | —          | —           | —          | —          | —          | —          | —          |
| —          | 87-ма сд    | —          | 87-ма сд   | 87-ма сд   | 87-ма сд   | 87-ма сд    | —          | —          | —          | —          | —          |
| 118-та сд  | —           | —          | —          | —          | —          | —           | —          | —          | —          | —          | —          |
| —          | —           | —          | —          | —          | —          | —           | —          | —          | —          | 120-та сд  | —          |
| —          | 126-та сд   | —          | —          | —          | —          | —           | —          | —          | —          | —          | —          |
| —          | —           | —          | —          | —          | —          | —           | —          | 225-та сд  | 225-та сд  | 225-та сд  | 225-та сд  |
| —          | —           | —          | —          | —          | —          | —           | —          | 229-та сд  | —          | —          | —          |
| 271-ша сд  | —           | —          | —          | —          | —          | —           | —          | —          | —          | —          | —          |
| —          | —           | —          | —          | —          | —          | —           | —          | 285-та сд  | —          | 285-та сд  | 285-та сд  |
| —          | —           | —          | —          | —          | —          | —           | —          | —          | 291-ша сд  | —          | —          |
| —          | —           | —          | —          | —          | —          | —           | 315-та сд  | —          | —          | —          | —          |
| —          | —           | —          | —          | 347-ма сд  | 347-ма сд  | 347-ма сд   | —          | —          | —          | —          | —          |
| —          | —           | —          | 387-ма сд  | 387-ма сд  | —          | —           | 387-ма сд  | —          | —          | —          | —          |
| —          | —           | —          | —          | —          | —          | —           | 414-та сд  | —          | —          | —          | —          |